# Kiril Terziev
Kiril Stojčev Terziev (bulharsky Кирил Стойчев Терзиев), (* 1. září 1983 v Petriči, Bulharsko) je bulharský zápasník volnostylař, olympijský medalista z roku 2008.

## Sportovní kariéra
S volným stylem začínal ve 12 letech v rodné Petriči v klubu "Loreal" pod vedením Vencislava Polizoeva. Na vojnu narukoval do Sofie, kde se připravoval v klubu CSKA, později Levski. V bulharské seniorské reprezentaci se poprvé objevil v olympijském roce 2004 na mistrovství Evropy v turecké Ankaře jako záskok za tehdejší jedničku Serafima Barzakova. V konkurenci Barzakov, Nikolaj Paslar a Michail Ganev však dlouho nemohl prorazit. Změna nastala v olympijském roce 2008, když v bulharské nominaci ve velterové váze porazil Ganeva a startoval na olympijských hrách v Pekingu. Na olympijský turnaj dokázal vyladit formu, zaváhal pouze v semifinále, když ho po hrubé chybě položil na lopatky Buvajsar Sajtijev z Ruska. V boji o třetí místo uspěl proti Kubánci Ivánu Fundorovi a získal nečekanou bronzovou olympijskou medaili. V dalších letech jeho výkonnost stagnovala. V roce 2012 se dokázal kvalifikovat na olympijské hry v Londýně, ale jeho naděje skončili v prvním kole. Jeho osobním trenérem je Serafim Barzakov, oba jsou rodáci z obce Samoilovo.

## Výsledky
| Turnaj             | 2004              | 2005              | 2006              | 2007           | 2008           | 2009           | 2010           | 2011           | 2012           | 2013           | 2014           | 2015           |
| Turnaj             | 21                | 22                | 23                | 24             | 25             | 26             | 27             | 28             | 29             | 30             | 31             | 32             |
| Turnaj             | lehká / velterová | lehká / velterová | lehká / velterová | velterová váha | velterová váha | velterová váha | velterová váha | velterová váha | velterová váha | velterová váha | velterová váha | velterová váha |
| ------------------ | ----------------- | ----------------- | ----------------- | -------------- | -------------- | -------------- | -------------- | -------------- | -------------- | -------------- | -------------- | -------------- |
| Olympijské hry     | —                 |                   |                   |                | 3.             |                |                |                | 14.            |                |                |                |
| Mistrovství světa  |                   | —                 | —                 | —              |                | 8.             | 7.             | 15.            |                | 23.            | —              | —              |
| Evropské hry       |                   |                   |                   |                |                |                |                |                |                |                |                | 5.             |
| Mistrovství Evropy | 13.               | —                 | —                 | —              | 13.            | 3.             | 2.             | 5.             | 7.             | —              | 7.             | 5.             |